# مقاطعة توين فولز (أيداهو)
مقاطعة توين فولز (بالإنجليزية: Twin Falls County)‏ هي إحدى مقاطعات ولاية أيداهو في الولايات المتحدة الأمريكية.